# C'est du propre !
C'est du propre ! est une émission de télévision française présentée par Danièle Odin et Béatrice de Malembert. Elle est diffusée du 10 mai 2005 au 13 février 2013 sur M6 puis à partir du 11 mai 2013 sur 6ter et rediffusée sur Téva.

## Principe
Cette émission est inspirée de l'émission britannique How Clean is Your House ? (Votre maison est-elle propre ?).
Dans ce magazine de société, deux professionnelles de l'hygiène, Danièle et Béatrice, viennent au secours de familles ou de personnes vivant seules, ayant beaucoup de difficultés à assumer les tâches ménagères.

## Audiences
Au soir de son lancement, 4,6 millions de téléspectateurs étaient au rendez-vous en prime time, soit 20,9 % de part de marché. À noter que l’audience de l’émission a progressé tout au long de la soirée : 4,3 millions de téléspectateurs pour le premier épisode et 5 millions pour le second.

## Autres
En 2012, Danièle et Béatrice participent à la huitième édition de Pékin Express, aux Philippines, en tant que « passagères mystères » (lors de la cinquième étape).
En 2013, elles participent également en tant que « guests » à la troisième saison de l'émission de télé-réalité L'Île des vérités.